# Liste von Kriegerdenkmalen in Sachsen-Anhalt
In der Liste von Kriegerdenkmalen in Sachsen-Anhalt sind die Kriegerdenkmale im deutschen Bundesland Sachsen-Anhalt aufgelistet.

## Aufteilung
Diese Liste ist in Teillisten aufgeteilt, sortiert nach den elf Landkreisen und drei kreisfreien Städten von Sachsen-Anhalt.
- Liste von Kriegerdenkmalen im Altmarkkreis Salzwedel
- Liste von Kriegerdenkmalen im Landkreis Anhalt-Bitterfeld
- Liste von Kriegerdenkmalen im Landkreis Börde
- Liste von Kriegerdenkmalen im Burgenlandkreis
- Liste von Kriegerdenkmalen in Dessau-Roßlau
- Liste von Kriegerdenkmalen in Halle (Saale)
- Liste von Kriegerdenkmalen im Landkreis Harz
- Liste von Kriegerdenkmalen im Landkreis Jerichower Land
- Liste von Kriegerdenkmalen in Magdeburg
- Liste von Kriegerdenkmalen im Landkreis Mansfeld-Südharz
- Liste von Kriegerdenkmalen im Saalekreis
- Liste von Kriegerdenkmalen im Salzlandkreis
- Liste von Kriegerdenkmalen im Landkreis Stendal
- Liste von Kriegerdenkmalen im Landkreis Wittenberg